# Yamakasi (phim)
Yamakasi (tiếng Pháp: Yamakasi - Les samouraïs des temps modernes) là bộ phim Pháp được ra mắt năm 2001 với kịch bản của Luc Besson.
Bộ phim kể về Yamakasi - một nhóm thanh niên đường phố chống lại sự đối xử bất công với những người da đen ở Paris. Họ sử dụng những kĩ năng đường phố để trộm cắp từ những người giàu và chi trả những hóa đơn y tế cho những người bị thương do sử dụng những kĩ năng đường phố mạo hiểm.
Một cách thú vị, tên của bộ phim (tạm dịch: "Samurai của thời hiện đại") có vẻ như được lấy từ yamakasi gốc Nhật Bản nhưng thực sự nó là một từ gốc Phi trong tiếng Lingala.

## Nội dung
Bảy chàng hiệp sĩ kể về bảy chàng trai biệt danh "Yamakasi" có chung một niềm đam mê là chinh phục các tòa nhà cao tầng để được đến gần hơn với bầu trời xanh và bay bổng cảm giác tự do. Sở thích hơi lập dị này bị pháp luật cấm đoán, còn các cậu bé lại rất ngưỡng mộ, coi họ như những anh hùng.
Để chứng tỏ với bạn bè rằng mình cũng dũng cảm như những Yamakasi, một cậu bé có bệnh tim đã liều lĩnh trèo lên cây cao và bị té ngã, nguy hiểm đến tính mạng. Bác sĩ trưởng khoa đưa ra giá tiền cho một ca phẫu thuật ghép tim lên rất cao, gia đình cậu bé không thể lo liệu được, khiến mẹ cậu bé muốn tự tử...
Nặng trách nhiệm trước tính mạng của cậu bé, bảy hiệp sĩ đã vào cuộc, chạy đua với thời gian và họ đã khám phá ra được nhiều điều tệ hại hơn từ những kẻ mang danh cứu chữa người nhưng thực chất lại toan tính trục lợi thông qua việc kinh doanh nội tạng con người.